# Noh Haeng-seok
Đây là một tên người Triều Tiên, họ là Noh.
Noh Haeng-Seok (tiếng Hàn: 노행석; sinh ngày 17 tháng 11 năm 1988) là một cầu thủ bóng đá Hàn Quốc thi đấu ở vị trí hậu vệ cho Busan IPark ở K League Classic. Anh gia nhập Gwangju năm 2011. Anh gia nhập Busan IPark at the start of mùa giải 2015.

## Thống kê sự nghiệp câu lạc bộ
Tính đến 6 tháng 12 năm 2015
| Thành tích câu lạc bộ | Thành tích câu lạc bộ | Thành tích câu lạc bộ | Giải vô địch | Giải vô địch | Cúp     | Cúp       | Cúp Liên đoàn | Cúp Liên đoàn | Tổng cộng | Tổng cộng |
| Mùa giải              | Câu lạc bộ            | Giải vô địch          | Số trận      | Bàn thắng    | Số trận | Bàn thắng | Số trận       | Bàn thắng     | Số trận   | Bàn thắng |
| Hàn Quốc              | Hàn Quốc              | Hàn Quốc              | Giải vô địch | Giải vô địch | Cúp KFA | Cúp KFA   | Cúp Liên đoàn | Cúp Liên đoàn | Tổng cộng | Tổng cộng |
| --------------------- | --------------------- | --------------------- | ------------ | ------------ | ------- | --------- | ------------- | ------------- | --------- | --------- |
| 2011                  | Gwangju FC            | K League              | 0            | 0            | 1       | 0         | 0             | 0             | 1         | 0         |
| 2012                  | Gwangju FC            | K League              | 11           | 1            | 0       | 0         | 0             | 0             | 11        | 1         |
| 2013                  | Daegu FC              | K League              | 0            | 0            | 0       | 0         | -             | -             | 0         | 0         |
| 2014                  | Daegu FC              | K League              | 31           | 3            | 0       | 0         | -             | -             | 31        | 3         |
| 2015                  | Busan I'Park          | K League              | 23           | 1            | 1       | 1         | -             | -             | 24        | 2         |
| Tổng cộng sự nghiệp   | Tổng cộng sự nghiệp   | Tổng cộng sự nghiệp   | 65           | 5            | 2       | 1         | 0             | 0             | 67        | 6         |